# Slansko jezero
Slansko jezero, Slano jezero (cyr. Сланско језеро) – zbiornik zaporowy w Czarnogórze, w gminie Nikšić.

## Charakterystyka
Został utworzony w 1950 roku niedaleko Nikšicia. Jego powierzchnia wynosi 9 km². Lustro wody znajduje się na wysokości 617 m n.p.m. Nad jeziorem położone są wsie: Bubrežak, Kuside, Orlina i Riđani. Linia brzegowa jeziora jest dobrze rozwinięta, z licznymi półwyspami.

## Galeria zdjęć

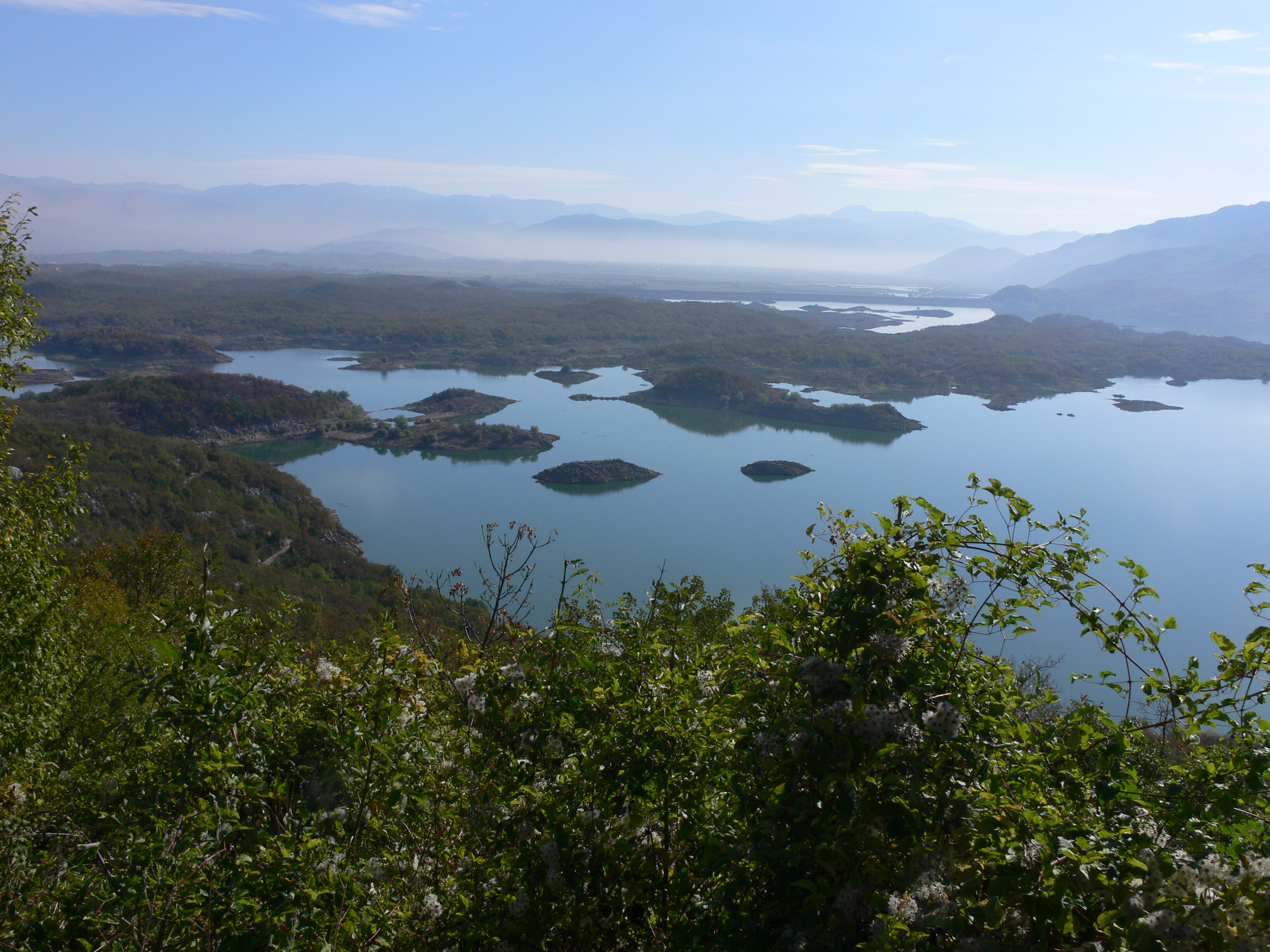
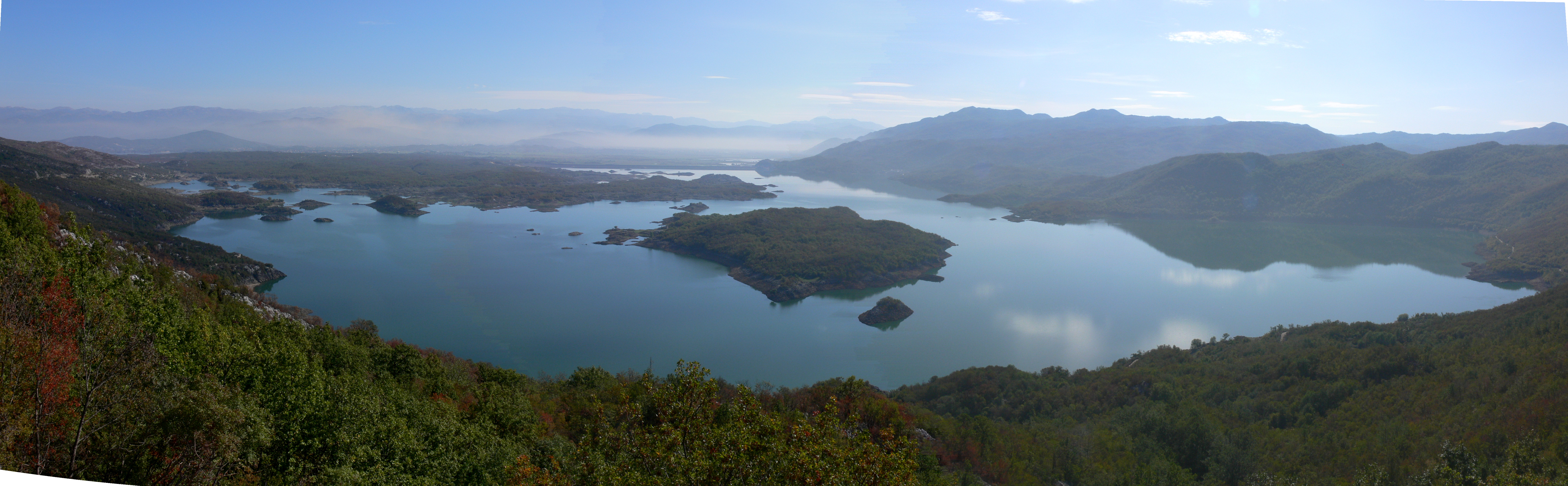
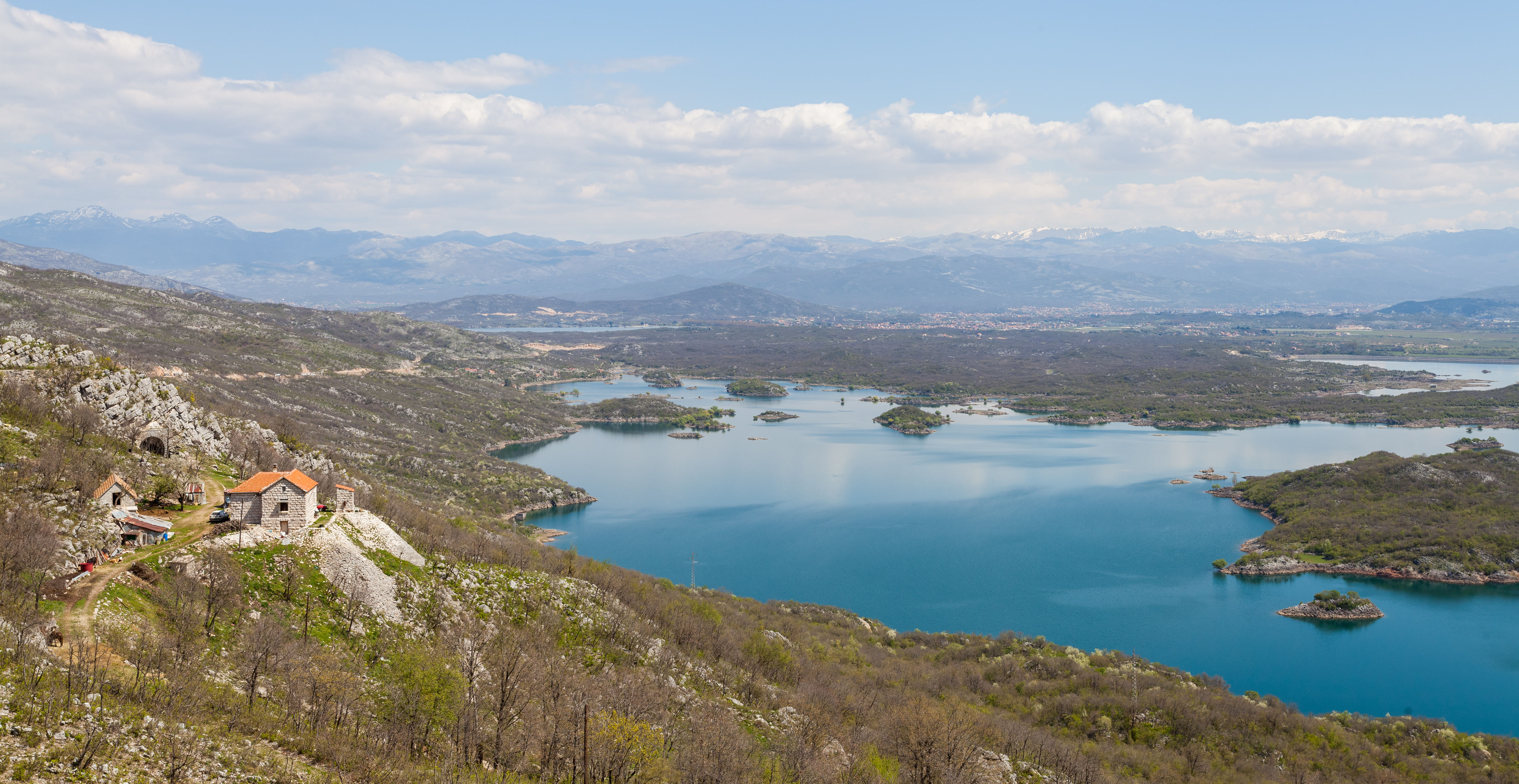
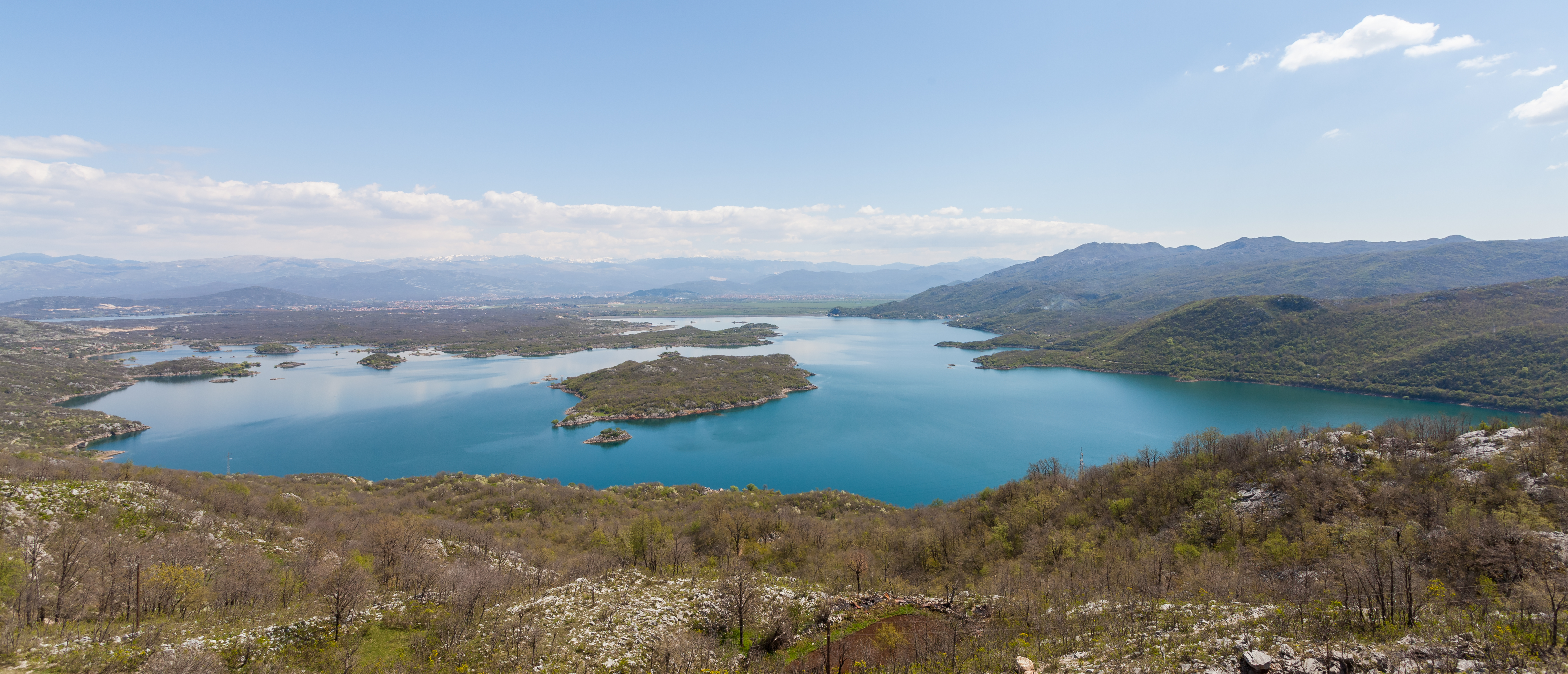
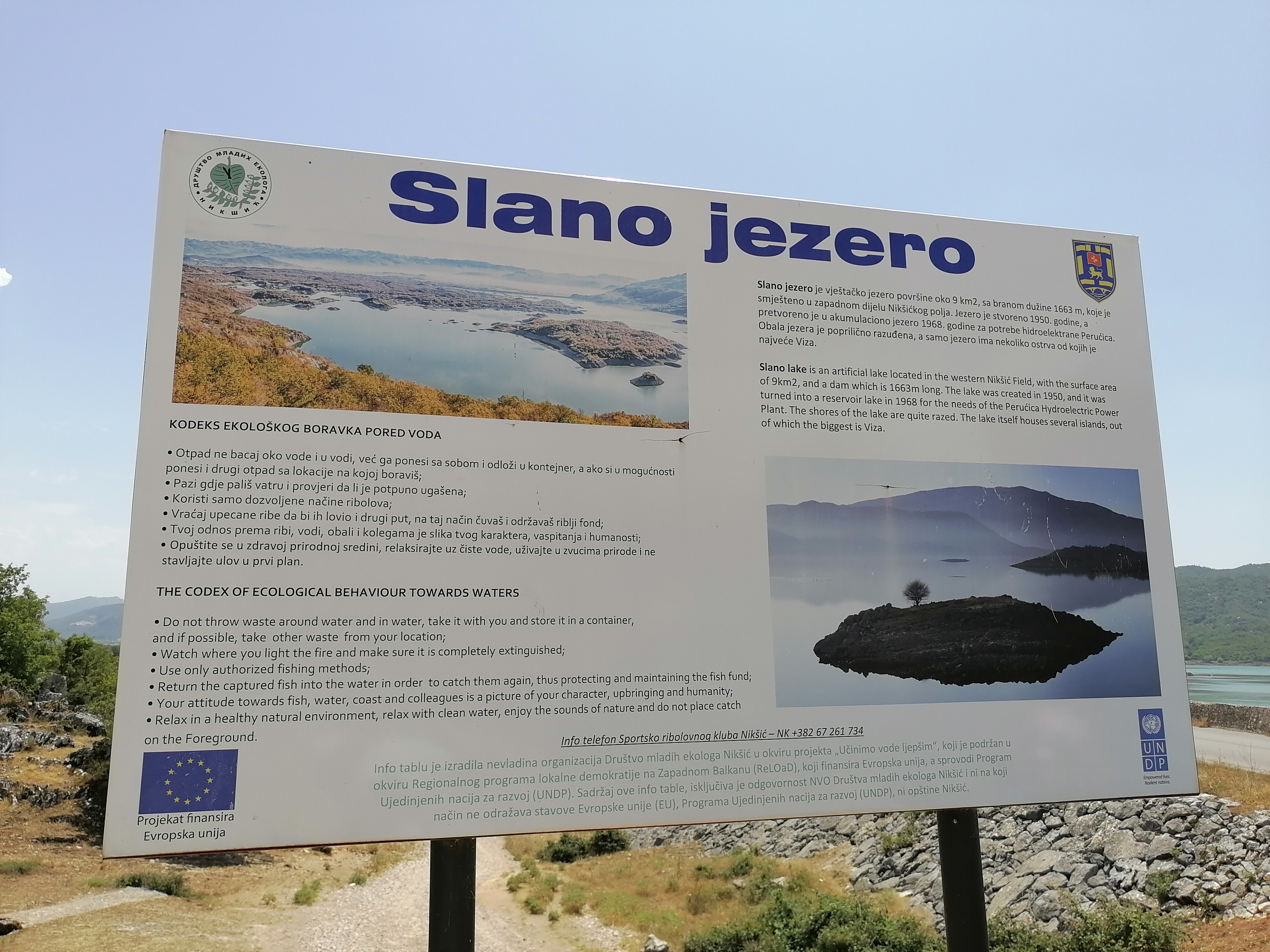
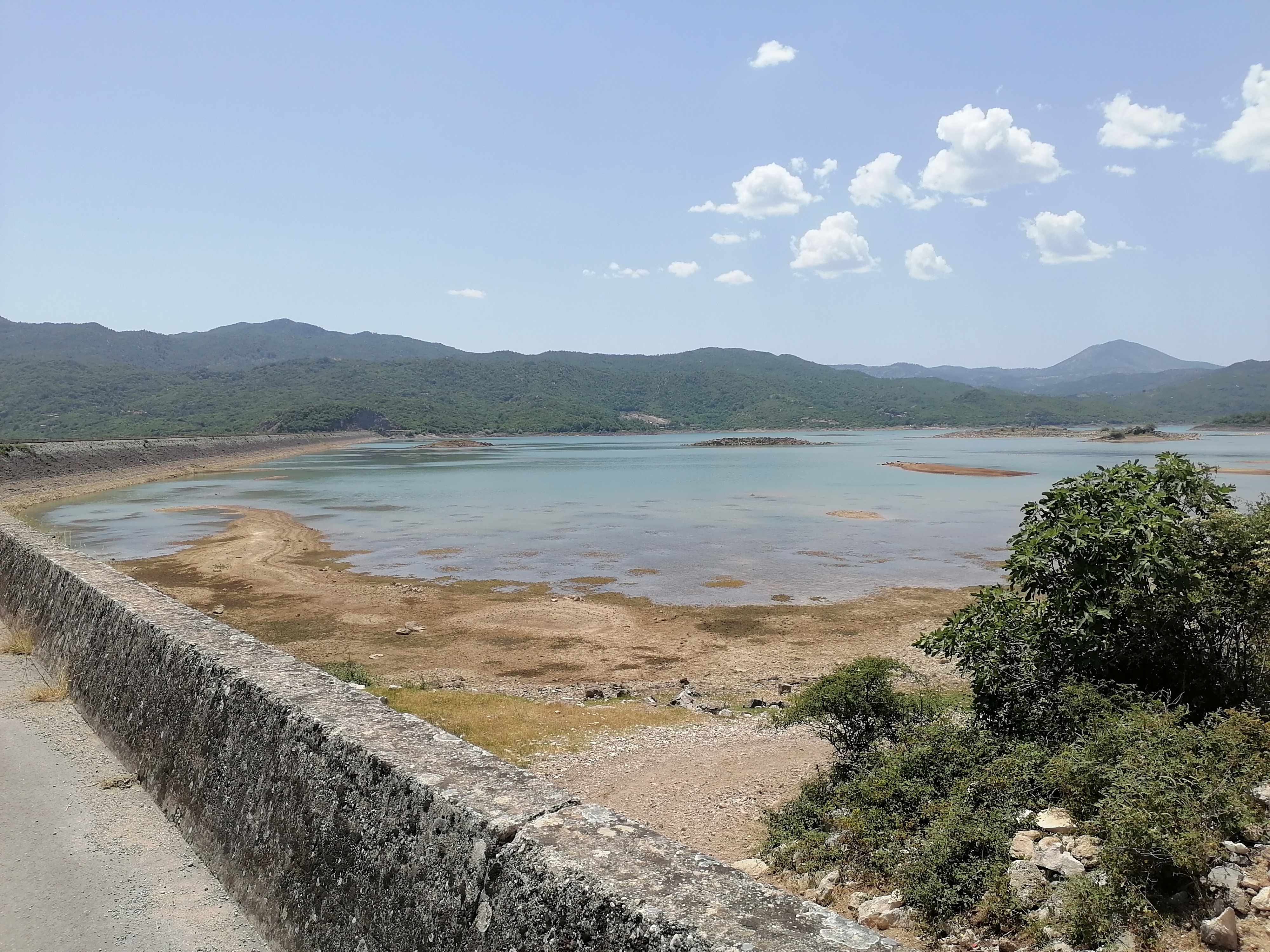